# Коан
Коан (яп. 公案 ко:ан, калька кит.: 公案, гуньань) — коротке оповідання, питання, діалог, що зазвичай не має логічної підоснови, часто містить алогізми та парадокси, доступні швидше інтуітивному розумінню.
Коан — явище специфічне для дзен-буддизму (особливо для школи Ріндзай). Мета коана — надати певного психологічного імпульсу учню для досягнення просвітлення або розуміння суті вчення. Європейським аналогом може служити християнська притча, але коан в жодному разі не слід перекладати, або розуміти так, оскільки ні мораль, ні релігія майже ніколи не мають відношення до суті будь-якого окремо взятого коана.

## Історія коанів
Витоки коанів беруть початок з розповідей про стародавніх учителів чань-буддизму, починаючи з Бодхідхарми; звичайно в них розповідається про випадки досягнення просвітлення цими людьми.

## Зміст коана

### Дія коана
Спроба зрозуміти коан логічно неминуче веде до протиріччя. Це протиріччя відіграє важливу роль в осягненні своєї істинної природи (природи будди). 
Учень, який отримав коан від майстра, намагається розв'язати його всіма можливими способами і докладає щоразу більше зусиль для розв'язання логічно нерозв'язної проблеми. В результаті, коли «відключаються» всі п'ять почуттів, учень опиняється на стадії, яку називають «утримання». У цьому стані коан та учень залишаються сам на сам (плюс деяке блукання розуму). 
Якщо розум учня достатньо «зрілий», то одного разу блукання розуму затихає і залишається лише коан. У цей момент коан та учень - єдине ціле, учень відчуває проблиски реальності, що відомі як просвітлення або саторі.

### Цінність результату
Саторі є головною метою практик дзен-буддизму (чань). Після саторі людина сильно змінюється (внутрішньо і зовні), стає можлива медитація, як наступний етап духовного розвитку.

## Класичні збірки коанів
Загалом коани формують істотну частину літератури, яку вивчають послідовники дзен та науковці всього світу. Збірки коанів, на які переважно посилаються, включають Запис Синьої Скелі (китайською: Біян Лю; японською: Гекіґанроку), Книга врівноваженості (також відома, як Книга спокою; китайською: Коонґронґ Лю; японською: Сьоойоороку (або в іншій транскрипції Сьойороку), зібрані у своїй сучасні формі протягом 12-го століття, а Безворотні ворота (також відома як Безворотна перешкода; китайською: Вуменґуаань; японською: Мумонкан) зібрана протягом 13-го століття). В цих, і наступних, збірках, стисла "основна історія" коана часто супроводжується попередніми зауваженнями, віршами, прислів’ями та іншими висловлюваннями, і подальшими коментарями щодо попередніх виправлень.

### Запис Синьої Скелі
Запис Синьої Скелі (китайською: 碧巖錄 Біян Лю; японською: Гекіґанроку) – збірка зі 100 коанів, створена у 1125 році Юаньву Кекіном (圜悟克勤 1063–1135).

### Книга врівноваженості
Книга врівноваженості або Книга спокою (китайською: 從容録; японською: 従容録 Сьойороку) – збірка зі 100 коанів, створена у 12-му столітті Гоньжі Женьхуе (китайською: 宏智正覺; японською: Вансі Сьоґаку) (1091–1157).
- Англійський переклад Сьойороку
- Український переклад Сьойороку

### Безворотні ворота
Безворотні ворота (китайською: 無門關 Вуменьґуань; японською: Мумонкан) – збірка з 48 коанів та коментарів, опублікованих у 1228 році китайським ченцем Вумень (無門) (1183–1260). Назву можна точніше передати як Безворотна перешкода або Безворотний пункт).
П’ять коанів збірки походять від висловів та вчинків Жаожоу Конґшена, (японською вимовляється Дзьосю).

### Істинне око Дгарми
Істинне око Дгарми 300 (Сьобоґендзо Санбякусоку) – збірка з 300 коанів, зібрана Ейгеєм Доґеном.

## Приклади коанів

### Плескіт однією долонею
«Усі знають плескання двома долонями. А як звучить плескіт однією долонею?» 

### Чашка чаю
Нан-ін, японський учитель дзен, що жив у період Мейдзі, приймав у себе університетського професора, що прийшов дізнатися, що таке дзен. Нан-ін запросив його до чаю. Він налив гостеві чашку вщерть і продовжував лити далі. 
Професор стежив за тим, як наповнюється чашка, і, нарешті, не витримав: «Вона ж переповнена. Більше вже не ввійде!» 
«Так само, як ця чашка», - сказав Нан-ін - «Ви сповнені Ваших власних думок і роздумів. Як же я зможу показати Вам дзен, якщо Ви спочатку не спустошили Вашу чашу?» 

### Природа будди
Монах запитав у Дзесю: 
- Чи наділена собака природою будди?
Дзесю відповів: 
- Му!